# 晨霧
《晨霧》是鳳飛飛第三十七張個人專輯；1978年8月 歌林唱片發行。
專輯收錄由林青霞、秦漢、徐瑋 領銜主演電影《晨霧》主題曲與插曲。

## 專輯曲目
| 曲序 | 曲名           | 作詞   | 作曲   | 編曲 | 長度   | 備註                                                            |
| A1   | 晨霧           | 玄小佛 | 古月   |      |        | 電影《晨霧》主題曲                                              |
| A2   | 那是愛情       | 玄小佛 | 古月   |      |        | 電影《晨霧》插曲                                                |
| A3   | 嘿！嘿！嘿！   | 晨曦   |        |      |        |                                                                 |
| A4   | 今夜           | 谷寧   |        |      |        | 原唱：江蕾                                                      |
| A5   | 多謝！綠衣天使 | 晨曦   |        |      |        |                                                                 |
| A6   | 雨中之花       | 上官月 | 司馬亮 |      | 03'28" | 又名：〈雨夜花之戀〉；原唱：李金鈴                              |
| B1   | 彩虹的夢       | 莊奴   | 欣逸   |      | 02'11" | 中視綜藝節目《一道彩虹》主題曲                                  |
| B2   | 霧來了         | 玄小佛 | 古月   |      |        | 電影《晨霧》插曲                                                |
| B3   | 一串音符       | 鄭貴昶 | 鄭貴昶 |      |        |                                                                 |
| B4   | 戀春風         | 莊奴   | 古月   |      |        |                                                                 |
| B5   | 暮情           | 陳真   |        |      |        | 又名：〈夕陽下〉；原唱：劉文正 改編自大木康子的歌曲誰もいない海 |
| B6   | 依舊是一個人   | 莊奴   |        |      |        | 改編自森進一的歌曲襟裳岬                                        |

## 專輯版本
- 黑膠唱片[1]
  - 1978年8月歌林唱片發行
  - 1978年8月新加坡、馬來西亞、香港風錄可朗（寶麗金 Polydor）唱片發行[2][3]
- 卡帶
  - 1978年8月歌林唱片發行
  - 1978年8月新加坡、馬來西亞、香港風錄可朗（寶麗金 Polydor）唱片發行
- 匣式帶
  - 1978年8月歌林唱片發行
  - 1978年8月新加坡、馬來西亞、香港風錄可朗（寶麗金 Polydor）唱片發行
- CD
  - 【鳳起雲擁之晨霧】2003年10月飛躍藝人經紀工作室製作；全員集合發行[4]
  - 【復刻版】2007年9月飛躍藝人經紀工作室製作；喜瑪拉雅發行
  - 【歌林黃金十年 (上集)】2012年9月瑞星唱片發行